# Starogradački Marof
Starogradački Marof – wieś w Chorwacji, w żupanii virowiticko-podrawskiej, w gminie Pitomača. W 2011 roku liczyła 247 mieszkańców.